# Givira francesca
Givira francesca is een vlinder uit de familie van de Houtboorders (Cossidae). De wetenschappelijke naam van de soort is voor het eerst gepubliceerd in 1909 door Harrison Gray Dyar Jr..
De soort komt voor in het zuidoosten van de Verenigde Staten.